# 2007 en animation asiatique
Voir aussi: 2007 au cinéma - 2007 à la télévision
2006 en animation asiatique - 2007 en animation asiatique - 2008 en animation asiatique

## Festivals et conventions
- 23/24/25 février : Fan Festival
- 22/23/24/25 mars : Tokyo Anime Fair 2007
- 14 et 15 avril : Game Anime Manga Experience, à la Cité des Sciences de Paris (75).
- 19/20/21/22 avril : Festival Animasia, à Pessac (33).
- 4/5/6 mai : Paris Anime & Game Show, à Paris Espace Champerret.
- 18/19/20 mai : Epitanime à Paris, porte d'Italie.
- 6/7/8 juillet : Japan Expo (8e Impact) au Parc d'Expositions de Paris-Nord Villepinte.

## Récompenses
- Liste des résultats des Japan Expo Awards

## Principales diffusions en France

### Films
- 4 avril : Les Contes de Terremer
- 2 mai : Amer Béton
- 4 juillet : La Traversée du temps

### Séries télévisées
- 16 mars : Gilgamesh
- 20 mars : Chrno crusade
- 2 juin : Bobobo-bo Bo-bobo
- 1er septembre : Bleach

## Principales diffusions au Canada

### Films
La Cité Interdite est sorti le 20 mars 2007 dans les salles de cinémas

## Principales diffusions au Japon

### Films
- 23 février : Mobile Suit Gundam SEED Destiny : Special Edition : The Cost of Freedom (en)
- 21 avril : Shakugan no Shana
- 14 juillet : Pokémon : L'Ascension de Darkrai
- 20 octobre : Appleseed Ex Machina
- 10 novembre : Eiga Yes! Precure 5: Kagami no Kuni no Miracle Daibouken!

### OAV
- 23 février : Les Petites fraises
- 28 mars : Murder Princess
- 22 juin : Le Prince du tennis - Zenkoku Taikai Hen Semifinal (The National Tournament Semifinal)

### Séries télévisées
- 4 janvier : Saint October
- 11 janvier : Venus VS Virus
- 11 janvier : Nodame Cantabile
- Février : Yes! Pretty Cure 5
- 3 mars : Reideen
- 1er avril : Heroic age
- 1er avril : Magical Girl Lyrical Nanoha StrikerS
- 1er avril : Tengen toppa Gurren Lagann
- 3 avril : Claymore
- 4 avril : Idolmaster: Xenoglossia
- 6 avril : Sola (manga)
- 7 avril : Seirei no moribito
- 7 avril : Toward the Terra
- 8 avril : Lucky☆Star
- 11 avril : Kaze no Stigma
- 12 mai : Dennô coil
- 3 juillet : CODE-E
- 3 juillet : Zombie-Loan
- 5 juillet : Sky Girls
- 7 juillet : Sayonara Zetsubō sensei
- 2 octobre : Bamboo blade
- 2 octobre : Majin Tantei Nougami Neuro
- 4 octobre : Clannad
- 4 octobre : Shakugan no Shana II
- 4 octobre : You're Under Arrest Full Throttle
- 6 octobre : Gundam 00
- 6 octobre : Shugo Chara!
- 7 octobre : Minami-ke
- 7 octobre : Moyashimon
- 7 octobre : Rental Magica
- 8 octobre : Prism Ark